# Tsamai
Le ts’amakko, ou tsamai, est une langue afro-asiatique de la branche des langues couchitiques parlée en Éthiopie.

## Écriture
Le ts’amakko peut être écrit avec plusieurs orthographes.
Une orthographe pratique a été développée par Graziano Savà et Pavel Mikeš pour un projet de publication de contes populaires ts’amakko.
| A a | B b | B’ b’ | C c | C’ c’ | D d | D’ d’ | E e   | F f | G g   | G’ g’ | H h | HH hh | I i | J j | K k | L l |
| M m | N n | O o   | P p | Q q   | R r | S s   | SH sh | T t | S’ s’ | U u   | W w | X x   | Y y | Z z | ’   | ʕ   |

Une autre orthographe pratique a été développée et est utilisé par SIL Ethiopia pour un projet d’alphabétisation dans la région de Ts’amakko.
| A a | B b   | BH bh | CH ch | D d | DH dh | E e   | F f | G g   | GH gh | H h | I i | J j | K k | L l | M m |
| N n | NY ny | O o   | Q q   | R r | S s   | SH sh | T t | TS ts | U u   | V v | W w | X x | Y y | Z z | ’   |

## Sources
- Graziano Savà, A Grammar of Ts’amakko, vol. 22, Cologne, Rüdiger Köppe Verlag, coll. « Cushitic Language Studies », 2005
- Graziano Savà, « Transcription and orthography in two endangered languages of Ethiopia: Ts’amakko and Ongota », dans Ilaria Micheli, Flavia Aiello, Maddalena Toscano, Amelia Pensabene, ATrA 7. Language and Identity Theories and experiences in lexicography and linguistic policies in a global world, EUT Edizioni Università di Trieste, 2021 (ISBN 978-88-5511-267-3, lire en ligne)